# Bummi
Bummi est un magazine allemand publié pour les enfants d'âge préscolaire.
Bummi est également le personnage principal du magazine, un ours en peluche jaune qui marche sur deux jambes, et a été dessiné par Ingeborg Meyer-Rey.
Le premier numéro de Bummi a été publié le 15 février 1957 dans la RDA, et le magazine était ensuite publié une fois par mois.
À partir de 1965, le magazine paraissait tous les quinze jours et coûtait 0,25 mark.
Le magazine a été officiellement publié et soutenu par l'organisation centrale de la Freie Deutsche Jugend, et le public cible était les enfants âgés de 3 à 6 ans.

## À propos du personnage Bummi
Bummi vit avec ses amis dans la ville imaginaire Huxlipux. Ses amis incluent le lion Eddie, l'ours en peluche Binchen, le singe Yam Yam, la girafe Malia, l'éléphant Tutu et Osterhasenoma.
Fin 2018, le lion Eddie a été remplacé par le chat Pepe.

## Le supplément „Mein klitzekleines Märchenbuch“

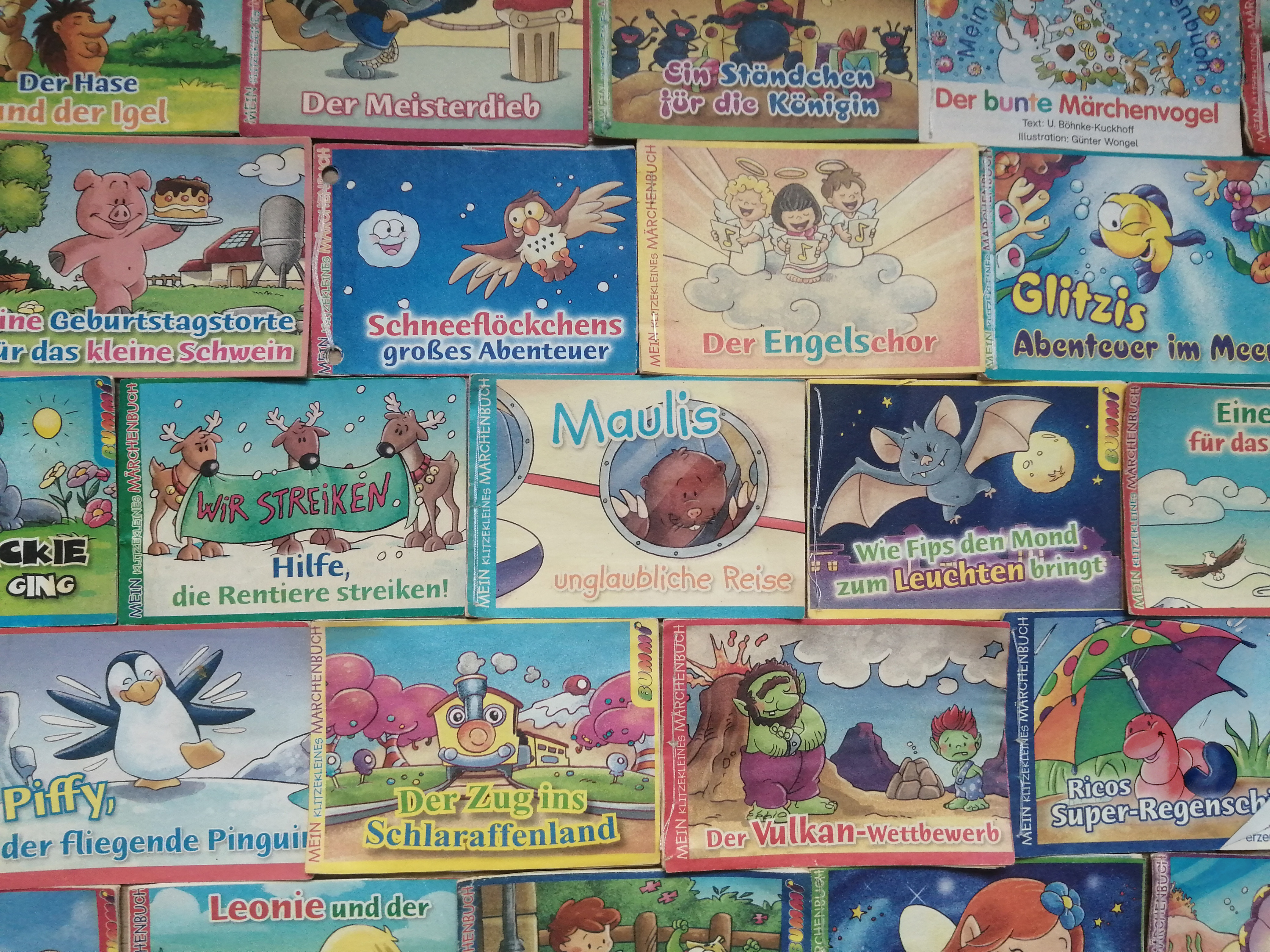
Collection de moderne „Klitzekleine Märchenbücher“

Depuis plusieurs décennies, le magazine publie également le supplément „Mein klitzekleines Märchenbuch“.
La pièce jointe consistait en une page qui devait être découpée dans le magazine, placée dans le bon ordre et enfin attachée.
Ces bons sont devenus recherchés en tant qu'objets de collection.

## La chanson "Bummilied"
Ursula Werner-Böhnke, rédactrice en chef de longue date du magazine, a écrit les paroles de sa propre chanson intitulée "Bummilied",
dont Hans Naumilkat a composé la mélodie. La chanson est devenue une chanson pour enfants bien connue en RDA.